# Ronald Giere
Ronald N. Giere (* 29. November 1938 in Cleveland, Ohio; † 20. Mai 2020) war ein US-amerikanischer Wissenschaftstheoretiker.

## Werdegang
Nach dem Studium der Physik am Oberlin College (A.B., 1960) und an der Cornell University in Ithaca, New York (Master of Science, 1963) promovierte er 1968 in Cornell zum Ph.D. der Philosophie. Seine erste akademische Position hatte er von 1966 bis 1987 an der Indiana University Bloomington im Fachbereich Wissenschaftsgeschichte und Wissenschaftstheorie (zunächst als Lecturer, später als Professor). Von 1987 bis zum Jahre 1996 lehrte er als Professor an der University of Minnesota in Minneapolis. Giere arbeitete als Mitglied des Editorenteams des Journals Philosophy of Science. In den 1990er Jahren war er Präsident der Philosophy of Science Association.
Seine Arbeitsgebiete waren kognitive Modelle in den Wissenschaften (Wissenschaftskognition) als eine Form von verteilter Kognition und als perspektivische Natur des wissenschaftlichen Wissens. Seiner Ansicht nach ist die (Natur)-Wissenschaft weder so objektiv, wie das der Positivismus behauptet, noch so relativ, wie der Konstruktivismus befürchtet. Wissenschaft reflektiere eine spezifisch menschliche Perspektive der Welt als einer objektiven Realität. Giere greift auf Ansätze des Perspektivismus bei Leibniz, Kant und Nietzsche zurück und versucht einen wissenschaftlichen Perspektivismus innerhalb des wissenschaftlichen Bezugssystems zu entwickeln.
Er war verheiratet mit der Historikerin Barbara Hanawalt.

## Schriften
- Understanding Scientific Reasoning (4. Ausgabe 1997).
- Explaining Science. A Cognitive Approach (1988).
- Science Without Laws (1999).